# Капские жабы
Капские жабы (лат. Capensibufo) — род бесхвостых земноводных из семейства жаб. Род включает виды, найденные от реки Бриде к северу до города Найсна, в Западно-Капской провинции Южной Африки.

## Классификация
На февраль 2023 года в род включают 5 видов:
- Capensibufo deceptus Channing at al., 2017
- Capensibufo magistratus Channing at al., 2017
- Capensibufo rosei (Hewitt, 1926) — Полосатая жаба
- Capensibufo selenophos Channing at al., 2017
- Capensibufo tradouwi (Hewitt, 1926) — Капская жаба